# Гости и радници
„Гости и радници” је југословенски ТВ филм из 1976. године. Режирао га је Лордан Зафрановић а сценарио су написали Мирко Ковач и Лордан Зафрановић.

## Улоге
| Глумац          | Улога |
| --------------- | ----- |
| Фахро Коњхоџић  |       |
| Заим Музаферија | Исус  |